# Ceiupaba
Ceiupaba is een kevergeslacht uit de familie van de boktorren (Cerambycidae). De wetenschappelijke naam van het geslacht werd voor het eerst geldig gepubliceerd in 1998 door Martins & Galileo.

## Soorten
Ceiupaba is monotypisch en omvat slechts de volgende soort:
- Ceiupaba lineata Martins & Galileo, 1998